# Guer
Guer är en kommun i departementet Morbihan i regionen Bretagne i nordvästra Frankrike. Kommunen ligger i kantonen Guer som tillhör arrondissementet Vannes. År 2022 hade Guer 6 056 invånare.
I kommunen ligger Camp de Coëtquidan som innefattar tre militärskolor: École Spéciale Militaire de Saint-Cyr, Frankrikes främsta militärakademi, samt École Militaire Interarmes och École Militaire du Corps Technique et Administratif.

## Befolkningsutveckling
Antalet invånare i kommunen Guer
| Referens: INSEE |